# 'Twas the Night
'Twas the Night es una Película Original de Disney Channel estrenada el 7 de diciembre de 2001 por las vacaciones de Navidad.

## Trama
Un hombre atormentado e irresponsable, Nick Wrigley (Bryan Cranston) fue hackeado por un grupo de criminales que buscan un código de cuenta bancaria para el jefe de Nick. Los delincuentes logran encontrar su apartamento y comienza a golpearlo. Ellos le dicen que quieren su dinero antes de Navidad. Se van y Nick decide huir. Nick sale del edificio cuando el mayor miembro de la banda lo ve salir y lo persigue. Nick logra escapar cuando corre a una etapa Polo Norte, donde los niños conocen a Santa Claus. Se roba el traje de Santa Claus y camina hacia la parada de autobús en el disfraz y va a casa de sus hermanos.
Mientras tanto, la casa del travieso de 14 años, Danny Wrigley (Josh Zuckerman) da la bienvenida a su tío porque él tiene una mejor relación con él que con cualquier otra persona en su familia. El padre de Danny (Barclay Hope) sin embargo, es menos que encantados de ver a su hermano mayor, mientras que su esposa (Torri Higginson) da la bienvenida a Nick. Los padres de Danny, ambos médicos, se les llama en el hospital y de mala gana salen y Nick cuida a los tres hijos. En la víspera de Navidad, Santa llega a la casa con un dispositivo que puede detener el tiempo, a fin de poner regalos de la familia bajo el árbol desapercibido. Un objeto golpea el dispositivo, el tiempo vuelve a la normalidad, y Nick golpea hasta dejarlo inconsciente. Ellos deciden repartir los regalos de Santa Claus. Mientras que Nick es la entrega de los regalos, sin saberlo Danny le está robando las casas. Cuando Danny se entera de que Nick es el robo se siente traicionado y vuelve a su casa en Santa Claus en trineo.
Mientras tanto, los hermanos menores de Danny, Kaitlyn (Brenda Grate) y Peter (Rhys Williams) encontraron inconsciente Santa (Jefferson Mappin) en el piso de su sala de estar. Se despierta y les convence de que es Santa. Se enteran de que Danny y Nick robó el trineo y los regalos y Santa dice que Danny se encuentra a la lista negra de siempre. Cuando Danny vuelve a Santa se disculpa, pero el trineo roto. Nick está sentado en una parada de autobús cuando ve a los tres hombres que lo habían estado amenazando a principios de la película. Se le preguntó de dónde la dirección a la casa de sus hermanos es (no lo reconoce porque lleva un traje de Santa). Nick no les contesta y se van. Nick se da cuenta de un segundo más tarde se van a casa de sus hermanos, lo que significa que su familia está en problemas. Nick, que todavía tiene dispositivo de Santas, las carreras de regreso a la casa y llegar justo a tiempo. Salva a su familia de los hombres que usan el dispositivo y los hombres en coche aterrorizado. Nick devuelve el dispositivo a Santa y luego da su portátil de Santa querido fijar trineo de Papá Noel y la Navidad ahorrar.
A la mañana siguiente, Nick se despierta y ve a Santa le ha dado la guitarra que él ha querido desde la infancia, pero nunca consiguió para la Navidad, porque estaba en la lista de los malos.

## Reparto
- Josh Zuckerman como Danny Wrigley.
- Brenda Grate como Kaitlin Wrigley.
- Bryan Cranston como Nick Wrigley.
- Jefferson Mappin como Santa.
- Rhys Williams como Peter Wrigley.
- Barclay Hope como John Wrigley.
- Torri Higginson como Abby Wrigley.